# The Dry (película)
The Dry (también conocida como Años de sequía) es una película australiana de 2021 dirigida por Robert Connolly, escrita por Harry Cripps y Robert Connolly y protagonizada por Eric Bana. La historia está basada en la novela debut de la escritora Jane Harper.

## Argumento
El agente federal Aaron Falk vuelve a su pueblo natal, después de una ausencia de más de veinte años, para asistir al funeral de su amigo de la infancia Luke, a quien se acusa de haber matado a su esposa e hijo antes de quitarse la vida, víctima de la locura que ha hecho estragos en la comunidad tras más de una década de sequía. Cuando Falk, a regañadientes, acepta quedarse e investigar el crimen, reabre una vieja herida: la muerte de la joven Ellie Deacon. Aaron comienza a sospechar que estos dos crímenes, separados por décadas, están conectados. En su esfuerzo por demostrar no solo la inocencia de Luke, sino también la suya propia, Falk tiene que enfrentarse a los prejuicios en su contra y a la ira reprimida por una comunidad aterrada.

## Elenco
- Eric Bana como Aaron Falk
- Joe Klocek como el joven Falk
- Genevieve O'Reilly como Gretchen
- Keir O'Donnell como Raco
- Julia Blake como Barb
- Bruce Spence como Gerry
- Matt Nable como Grant Dow
- James Frecheville como Jamie Sullivan
- Martin Dingle Wall como Luke
- Sam Corlett como el joven Luke
- John Polson como Whitlam
- William Zappa como Mal Deacon
- Jeremy Lindsay Taylor como Erik Falk [4]

## Estreno
La película debía estrenarse el 27 de agosto de 2020, pero debido a la pandemia de COVID-19 su estreno fue retrasado.
Finalmente el 1 de enero del 2021 fue estrenada  por Roadshow Films en Australia y Nueva Zelanda. IFC Films adquirió los derechos norteamericanos  y fue lanzada el 21 de mayo.

## Taquilla
La película ganó 3,5 millones de dólares durante su primer fin de semana en la taquilla australiana, lo que la convirtió en una de las películas  más taquilleras de la historia, y el mejor debut para una película realizada por un estudio independiente.